# Liste der Monuments historiques in Seltz
Die Liste der Monuments historiques in Seltz führt die Monuments historiques in der französischen Gemeinde Seltz auf.

## Liste der Bauwerke
| Bezeichnung              | Beschreibung | Standort                                   | Kennzeichnung | Schutzstatus | Datum | Bild           |
| ------------------------ | --- | ------------------------------------------ | ------------- | ------------ | ----- | -------------- |
| Grabsteine               | Sandstein, 15. und 16. Jahrhundert | vor der Kirche St-Étienne (Lage)           | PA00085006    | Classé       | 1898  | weitere Bilder |
| Kirche St-Étienne        | Chor, Sakristei und zwei Kapellen, um 1500; Schiff und Campanile, Stahlbeton, 1954 bis 1958, Architekt Jean Viallefond; Betonskulptur am Westgiebel von Jean Lambert-Rucki | Rue Principale (Lage)                      | PA67000069    | Inscrit      | 2006  | weitere Bilder |
| Ruinen von Kloster Seltz | in der ersten Hälfte des 14. Jahrhunderts angelegt, seit dem 17. Jahrhundert als Steinbruch genutzt                                                                        | nordwestlich des Ortes am Seltzbach (Lage) | PA67000087    | Inscrit      | 1995  |                |

## Liste der Objekte
| Bezeichnung                                | Beschreibung                                                                               | Standort                        | Kennzeichnung | Schutzstatus | Datum | Bild           |
| ------------------------------------------ | ------------------------------------------------------------------------------------------ | ------------------------------- | ------------- | ------------ | ----- | -------------- |
| Kredenz                                    | Holz, vergoldet, 18. Jahrhundert                                                           | in der Kirche St-Étienne (Lage) | PM67000317    | Classé       | 1972  |                |
| Hauptaltar                                 | Altartisch, Tabernakel, Retabel und Baldachin; Holz, farbig gefasst und vergoldet, um 1720 | in der Kirche St-Étienne (Lage) | PM67000316    | Classé       | 1972  | weitere Bilder |
| Grabdenkmal für Sebastian von Fleckenstein | Sandstein, 1545                                                                            | in der Kirche St-Étienne (Lage) | PM67000786    | Classé       | 1997  |                |